# هجوم هويلا 2022
هجوم هويلا 2022 في 2 سبتمبر 2022 قُتل سبعة من ضباط الشرطة في كمين بإدارة هويلا في كولومبيا. اصطدمت مركبتهم بلغم على الطريق ثم قتلوا بالرصاص. ووقع الهجوم في منطقة ريفية على بعد أكثر من ساعتين من نيفا أكبر مدينة في إدارة هويلا. يعتبر الحادث هو الهجوم الأخطر الذي يرتكب ضد القوات العامة في كولومبيا منذ وصول بيترو إلى السلطة في بداية أغسطس.

## الإستجابة
وصف الرئيس الكولومبي غوستافو بيترو الحادث بأنه «عمل تخريبي واضح ضد السلام» في الصراع الكولومبي.